# Pico Tesorero
El pico Tesorero es una elevación montañosa enclavada en el macizo Central de los Picos de Europa o macizo de los Urrieles, un punto trifinio provincial entre León, Asturias y Cantabria, en España.
Es una de las cumbres más ascendidas de los Picos de Europa.
Su cima es un trifinio en el que confluyen León, Asturias y Cantabria. Posee un buzón de cumbres y al pie del pico se encuentra el pequeño refugio-vivac de cabaña Verónica.

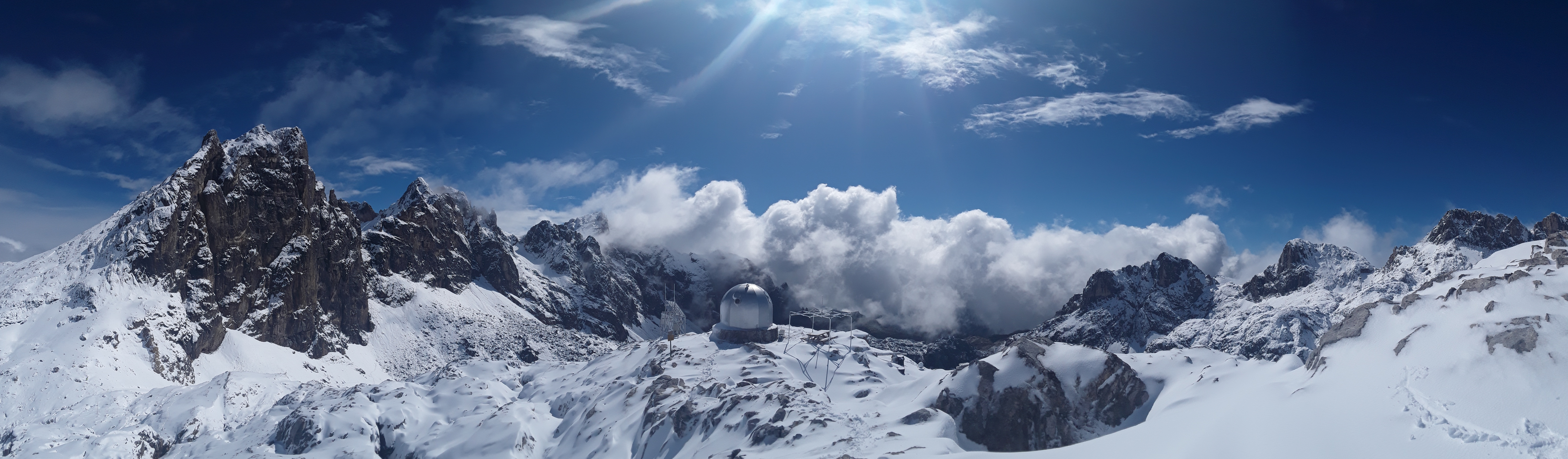
La Cabaña Verónica.

## Galería de imágenes

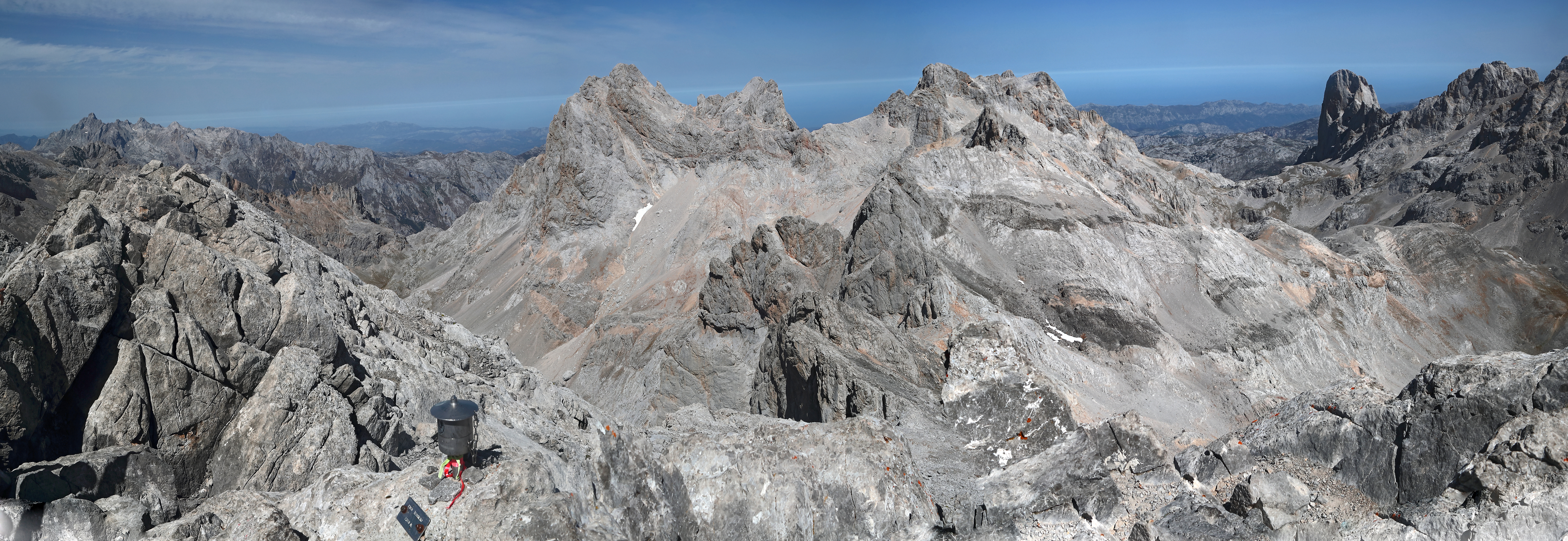
Panorámica desde la cima del Tesorero
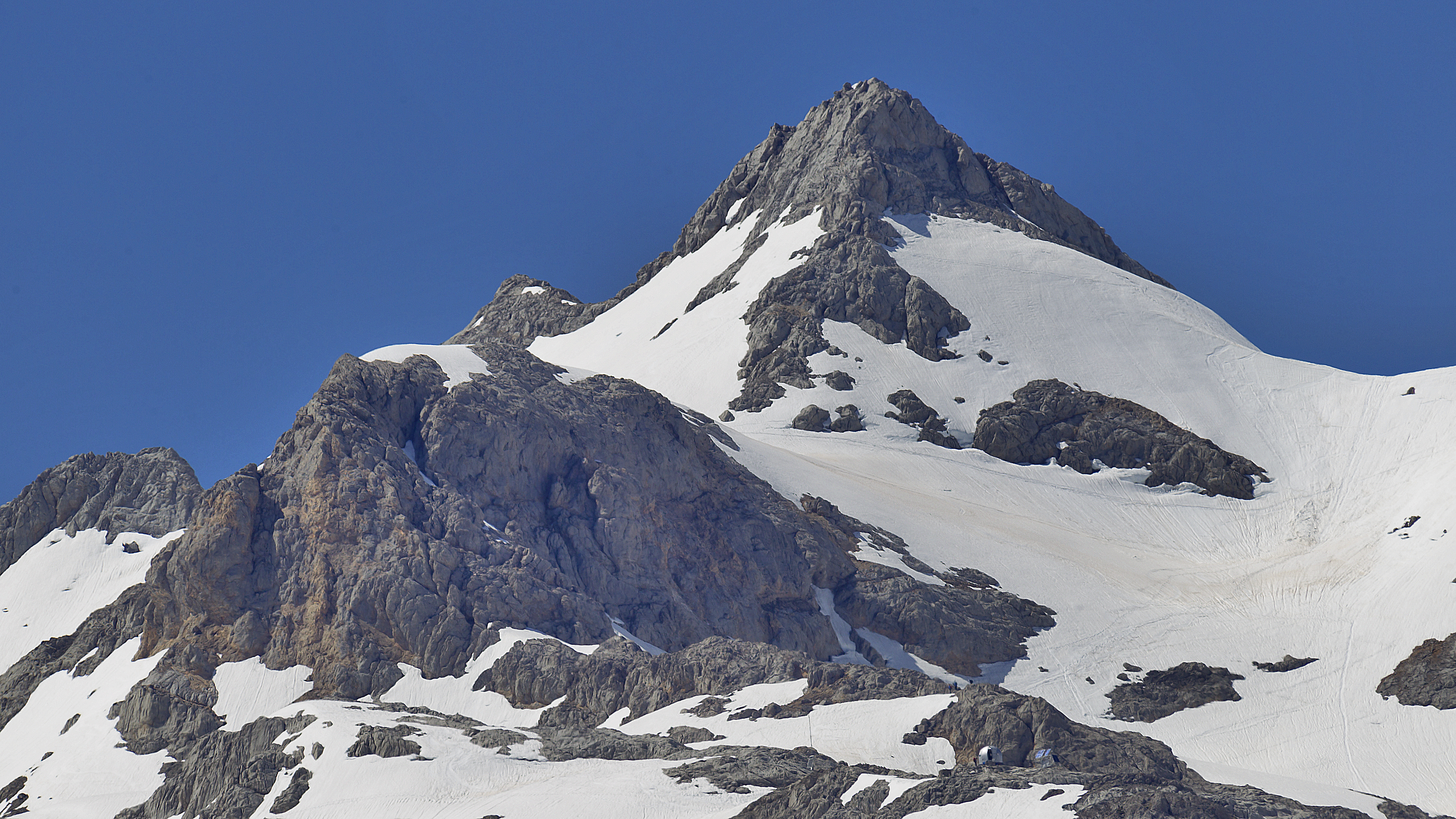
Cabaña Verónica a los pies del Pico Tesorero.
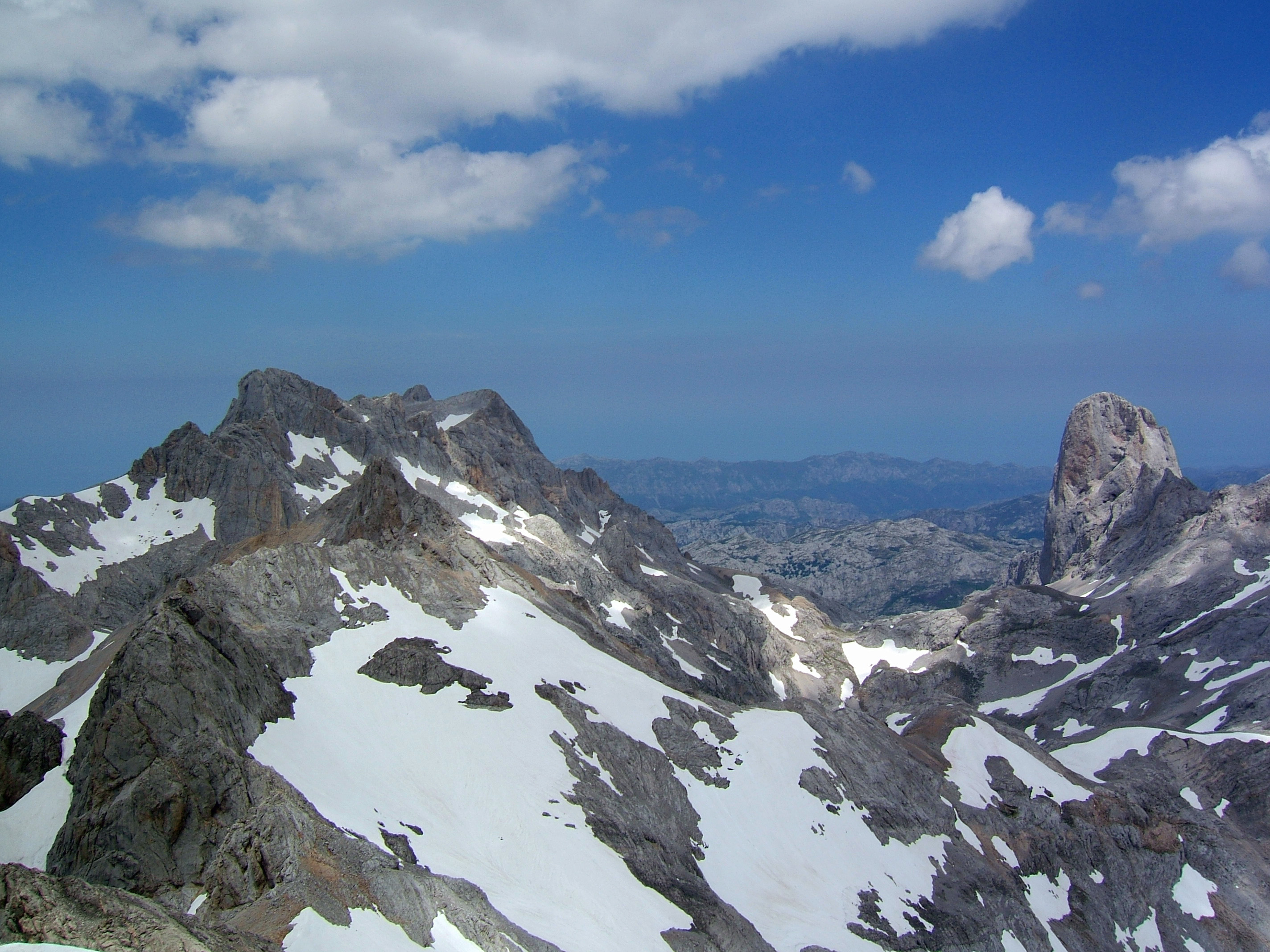
Vista desde la cumbre hacia el norte: Torre Cerredo, a la izquierda; el Naranjo de Bulnes, a la derecha; y la sierra de Cuera al fondo.